# Gruppenphasenmodell
Gruppenphasenmodelle beschreiben die Entwicklung sozialer Gruppen und deren Gruppenprozesse. Sie sind wichtig für das Verständnis der Gruppendynamik und für die Planung und Beurteilung von Impulsen zur Veränderung und Entwicklung von Gruppen (gruppendynamische Intervention).
Gruppenprozesse laufen als sich spiralförmig wiederholende Folgen von Phasen ab. Jede Phase hat ihre besonderen Erscheinungsformen, Themen und Aufgaben und Konflikte.
Bekannte Gruppenphasenmodelle sind:
- die Grundannahmen von Wilfred Bion[1]
- die Teamuhr von Bruce Tuckman[2]
- das Modell von Garland, Jones und Kolodny[3], teilweise als OMIDA-Modell bekannt
- das Dependenzmodell von Warren Bennis[4]

Zur Beurteilung von Entwicklung:
- das Johari-Fenster von H. Ingham und J. Luft[5]